# Championnats d'Amérique du Sud d'athlétisme 2011
Navigation
Lima 2009 Carthagène 2013
Les 47es Championnats d'Amérique du Sud d'athlétisme ont eu lieu du 2 au 5 juin 2011 pour la sixième fois à Buenos Aires.

## Résultats

### Hommes
| Épreuves          | Or                                                                                          | Argent                                                                              | Bronze                                                                             |
| ----------------- | ------------------------------------------------------------------------------------------- | ----------------------------------------------------------------------------------- | ---------------------------------------------------------------------------------- |
| 100 m             | Nilson Andrè 10 s 35                                                                        | Kael Becerra 10 s 41                                                                | Sandro Viana 10 s 44                                                               |
| 200 m             | Daniel Grueso 20 s 90                                                                       | Mariano Jiménez 21 s 06                                                             | Cristián Reyes 21 s 09                                                             |
| 400 m             | Kléberson Davide 46 s 74                                                                    | Geiner Mosquera 47 s 19                                                             | Luis Eduardo Ambrósio 47 s 57                                                      |
| 800 m             | Rafith Rodríguez 1 min 51 s 38                                                              | Kléberson Davide 1 min 52 s 42                                                      | Sebastián Vega 1 min 52 s 43                                                       |
| 1 500 m           | Leandro Prates Oliveira 3 min 45 s 55                                                       | Hudson de Souza 3 min 46 s 35                                                       | Federico Bruno 3 min 47 s 81                                                       |
| 5 000 m           | Javier Carriqueo 13 min 58 s 27                                                             | Víctor Aravena 13 min 59 s 81                                                       | Javier Guarín 14 min 0 s 64                                                        |
| 10 000 m          | Giovani dos Santos 28 min 41 s 02                                                           | Damião de Souza 28 min 53 s 93                                                      | Jhon Tello 28 min 56 s 46                                                          |
| 20 000 m marche   | Andrés Chocho 1 h 20 min 23 s 8 (AR)                                                        | Gustavo Restrepo 1 h 20 min 36 s 6 (NR)                                             | Yerko Araya 1 h 20 min 47 s 2 (NR)                                                 |
| 110 m haies       | Mateus Facho Inocêncio 13 s 70                                                              | Jorge McFarlane 13 s 77                                                             | Paulo Villar 13 s 85                                                               |
| 400 m haies       | Andrés Silva 49 s 94                                                                        | Mahau Suguimati 51 s 11                                                             | Víctor Solarte 51 s 13                                                             |
| 3 000 m steeple   | Hudson de Souza 8 min 36 s 83                                                               | Marvin Blanco 8 min 37 s 02                                                         | Mariano Mastromarino 8 min 38 s 91                                                 |
| 4 × 100 m         | Brésil Carlos Roberto de Moraes Sandro Viana Nilson André Ailson Feitosa 39 s 87            | Colombie Isidro Montoya Geiner Mosquera Luis Carlos Nuñez Daniel Grueso 39 s 88     | Chili Ignacio Rojas Cristián Reyes Kael Becerra Jorge Rojas 40 s 83                |
| 4 × 400 m         | Brésil Luis Eduardo Ambrósio Kléberson Davide Wagner Cardoso Hederson Estefani 3 min 8 s 95 | Colombie Yeison Rivas Geiner Mosquera Diego Palomeque Rafith Rodríguez 3 min 9 s 67 | Argentine Josué Iarritú Fabio Martínez Miguel Wilken Mariano Jiménez 3 min 13 s 30 |
| Saut en hauteur   | Diego Ferrín 2,23 m                                                                         | Guilherme Cobbo 2,20 m                                                              | Carlos Layoy 2,20 m                                                                |
| Saut à la perche  | Fábio Gomes da Silva 5,35 m                                                                 | Germán Chiaraviglio 5,30 m                                                          | Rubén Benítez 4,90 m                                                               |
| Saut en longueur  | Jorge McFarlane 7,95 m                                                                      | Rafael Mello 7,85 m                                                                 | Daniel Pineda 7,82 m                                                               |
| Triple saut       | Maximiliano Díaz 16,51 m (+ 1,2 m/s) (NR)                                                   | Jonathan Henrique Silva 16,45 m                                                     | Jefferson Sabino 16,45 m                                                           |
| Lancer du poids   | Germán Lauro 19,61 m                                                                        | Edder Moreno 18,93 m                                                                | Maximiliano Alonso 17,95 m                                                         |
| Lancer du disque  | Ronald Julião 62,72 m (CR)                                                                  | Germán Lauro 59,98 m                                                                | Jesús Parejo 57,42 m                                                               |
| Lancer du marteau | Juan Ignacio Cerra 72,12 m                                                                  | Wagner Domingos 70,65 m                                                             | Allan Wolski 66,85 m                                                               |
| Lancer du javelot | Arley Ibargüen 73,61 m                                                                      | Jaime Dayron Márquez 73,15 m                                                        | Víctor Fatecha 72,51 m                                                             |
| Décathlon         | Luiz Alberto de Araújo 7 944 pts (CR)                                                       | Román Gastaldi 7 545 pts                                                            | Georni Jaramillo 7 051 pts                                                         |

### Femmes
| Épreuves          | Or                                                                                   | Argent                                                                                   | Bronze                                                                                   |
| ----------------- | ------------------------------------------------------------------------------------ | ---------------------------------------------------------------------------------------- | ---------------------------------------------------------------------------------------- |
| 100 m             | Ana Cláudia Lemos 11 s 46                                                            | Yomara Hinestroza 11 s 63                                                                | Rosemar Coelho Neto 11 s 80                                                              |
| 200 m             | Ana Cláudia Lemos 23 s 18                                                            | Norma González 23 s 22                                                                   | Jaílma de Lima 23 s 54                                                                   |
| 400 m             | Norma González 52 s 14                                                               | Yenifer Padilla 52 s 55                                                                  | Geisa Coutinho 52 s 84                                                                   |
| 800 m             | Rosibel García 2 min 04 s 76                                                         | Andrea Ferris 2 min 05 s 13                                                              | Muriel Coneo 2 min 05 s 25                                                               |
| 1 500 m           | Rosibel García 4 min 22 s 18                                                         | Tatiele de Carvalho 4 min 22 s 94                                                        | Sandra Amarillo 4 min 23 s 94                                                            |
| 5 000 m           | Fabiana da Silva 15 min 39 s 67 (CR)                                                 | Rosa Godoy 13 min 43 s 36 (NR)                                                           | Cruz Nonata da Silva 13 min 43 s 91                                                      |
| 10 000 m          | Simone da Silva 31 min 59 s 11 (CR)                                                  | Rosa Godoy 32 min 51 s 10                                                                | Cruz Nonata da Silva 32 min 53 s 72                                                      |
| 20 km marche      | Ingrid Hernández 1 h 32 min 09 s 4                                                   | Milángela Rosales 1 h 36 min 17 s 6                                                      | Arabelly Orjuela 1 h 32 min 48 s 7                                                       |
| 110 m haies       | Brigitte Merlano 13 s 07                                                             | Maíla Paula Machado 13 s 22                                                              | Marcela Flórez 13 s 23                                                                   |
| 400 m haies       | Jaílma de Lima 57 s 13                                                               | Princesa Oliveros 58 s 07                                                                | Déborah Rodríguez 58 s 63                                                                |
| 3 000 m steeple   | Ángela Figueroa 9 min 58 s 00                                                        | Eliane Luanda da Silva 10 min 22 s 96                                                    | Jovana de la Cruz 10 min 24 s 67                                                         |
| 4 × 100 m         | Colombie Eliecith Palacios Alejandra Idrobo Yomara Hinestroza Norma González 44 s 11 | Brésil Rosemar Coelho Neto Vanda Gomes Ana Cláudia Lemos Franciela Krasucki 44 s 56      | Chili María Carolina Díaz María Fernanda Mackenna Isidora Jiménez Daniela Pavez 46 s 52  |
| 4 × 400 m         | Brésil Geisa Coutinho Aline dos Santos Joelma Sousa Jaílma de Lima 3 min 31 s 66     | Colombie Alejandra Idrobo Evelys Aguilar Princesa Oliveros Yenifer Padilla 3 min 37 s 66 | Chili Javiera Errazuriz Isidora Jiménez Paula Goni María Fernanda Mackenna 3 min 49 s 51 |
| Saut en hauteur   | Marielys Rojas 1,80 m                                                                | Betsabé Páez 1,77 m                                                                      | Aline Fernanda Santos 1,77 m                                                             |
| Saut à la perche  | Fabiana Murer 4,70 m (WL, CR)                                                        | Karla Rosa da Silva 4,00 m                                                               | Milena Agudelo 3,90 m                                                                    |
| Saut en longueur  | Maurren Maggi 6,52 m                                                                 | Keila Costa 6,45 m                                                                       | Caterine Ibargüen 6,45 m                                                                 |
| Triple saut       | Caterine Ibargüen 14,59 m (CR)                                                       | Keila Costa 13,96 m                                                                      | Gisele de Oliveira 13,43 m                                                               |
| Lancer du poids   | Natalia Ducó 17,15 m                                                                 | Elisângela Adriano 16,55 m                                                               | Anyela Rivas 16,15 m                                                                     |
| Lancer du disque  | Andressa de Morais 57,54 m                                                           | Karen Gallardo 54,91 m                                                                   | Fernanda Borges 54,18 m                                                                  |
| Lancer du marteau | Jennifer Dahlgren 72,70 m (CR)                                                       | Johana Moreno 68,53 m                                                                    | Rosa Rodríguez 67,28 m                                                                   |
| Lancer du javelot | María Murillo 55,85 m                                                                | Leryn Franco 55,66 m                                                                     | Alessandra Resende 54,61 m                                                               |
| Heptathlon        | Vanessa Spínola 3 335 pts                                                            | Melisa Valencia 3 133 pts                                                                | Melry Caldeira 3 085 pts                                                                 |

## Table des médailles
| Rang                | Nation              | Or                  | Argent              | Bronze              | Total               |
| - Pays organisateur | - Pays organisateur | - Pays organisateur | - Pays organisateur | - Pays organisateur | - Pays organisateur |
| ------------------- | ------------------- | ------------------- | ------------------- | ------------------- | ------------------- |
| 1                   | Brésil              | 21                  | 16                  | 14                  | 51                  |
| 2                   | Colombie            | 12                  | 12                  | 9                   | 33                  |
| 3                   | Argentine           | 5                   | 8                   | 7                   | 20                  |
| 4                   | Équateur            | 2                   | 0                   | 0                   | 2                   |
| 5                   | Chili               | 1                   | 3                   | 7                   | 11                  |
| 6                   | Venezuela           | 1                   | 2                   | 4                   | 7                   |
| 7                   | Pérou               | 1                   | 1                   | 1                   | 3                   |
| 8                   | Uruguay             | 1                   | 0                   | 1                   | 2                   |
| 9                   | Paraguay            | 0                   | 1                   | 1                   | 2                   |
| 10                  | Panama              | 0                   | 1                   | 0                   | 1                   |
|                     | Total               | 44                  | 44                  | 44                  | 132                 |